# Diplodus intermedius
Espèce
Diplodus intermedius est une espèce éteinte de poissons de la famille des sparidés.  Les espèces actuelles correspondantes ou affines sont Diplodus cervinus et le Sar commun.

## Description
Ces restes fossilisés sont présents dans les faluns de Bretagne et de Touraine. Les dents sont noires, hautes, effilées, sans symétrie (sauf pour les dents symphisaires), ténat recourbées vers le côté lingual, et présentant en vue linguale, un bourrelet caractéristique.

## Sources
- M.T. Antunes, S. Jonet, A. Nascimento. 1981. Vertébrés (crocodiliens, poissons) du miocène marin de l'algarve occidentale.
- Valentin Prugneaux, Etude du site de la Hazardière, Le Quiou, Côtes d'Armor, France, 2014. Bulletin de la Société géologique et minéralogique de Bretagne. Société géologique et minéralogique de Bretagne.